# Johannes Wrede
Johannes Wrede (* im 14. Jahrhundert; † im 15. Jahrhundert) war Domherr in Münster.

## Leben
Johannes Wrede entstammte dem westfälischen Adelsgeschlecht Wrede, aus dem zahlreiche namhafte Persönlichkeiten hervorgegangen sind. Seine genaue genealogische Abstammung ist nicht überliefert. Er kam wahrscheinlich aus der Linie Mellen gen. Supetut. Bevor er sich am 27. November 1420 um die Dompropstei in Münster bewarb, war er Pfarrer in Balve und hatte den akademischen Grad Lic. Jur. Der Grund für die Bewerbung lag darin, dass der Dompropst Johann von Nassau-Dillenburg wegen seiner Heirat auf das Amt verzichtet hatte. Wrede besaß ein Kanonikat in Soest und stritt im Jahre 1428 als providierter Domherr um die Pfründe der Pfarrkirche zu Attendorn. Am 13. Dezember 1429 bewarb er sich darüber hinaus noch um die Propstei zu Beckum. Wrede blieb bis 1432 im Besitz der münsterischen Dompräbende.